# Isoroku Jamamoto
Isoroku Yamamoto (jap. 山本五十六, Nagaoka, Nigata, 4. travnja 1884. – Bougainville, 18. travnja 1943.) je bio japanski admiral i vrhovni zapovjednik Japanske carske mornarice u Drugom svjetskom ratu. 

## Životopis
Isoroku Yamamoto je rođen 4. travnja 1884. godine u Nagaoki kao 6. sin školskog službenika, Isoroku je usvojen od strane obitelji Yamamoto. Studirao je na japanskoj mornaričkoj akademiji i ozlijeđen je tijekom Rusko-japanskog rata. Kasnije je studirao na Harvardu, a za vrijeme 1926. i 1927. godine služio je kao mornarički ataše u japanskom veleposlanstvu u Washingtonu. Doministar japanske mornarice postao je 1936. godine, a 1941. godine postao je vrhovni zapovjednik japanskih mornaričkih sila.
Yamamoto se protivio ratu sa SAD-om (jedan od rijetkih) i predvidio je poraz Japana ako bi sukob trajao više od godinu dana. No unatoč svojim uvjerenjima, Yamamoto je isplanirao prvi japanski napad na američke baze na Pacifiku. Njegov vješto isplanirani iznenadni napad na SAD je onesposobio luku Pearl Harbor i sve brodove što se se nalazili u njoj, no promašio je svoj glavni cilj - američke nosače zrakoplova koji su u tom trenutku bili na moru. 
Tražeći izravnu borbu s američkim nosačima, Yamamoto je poražen u bici kod Midwaya 1942. godine, a i njegova kampanja na Salomonskim Otocima nije prošla najbolje.
Yamamoto je ubijen 18. travnja 1943. godine u mjestu Bougainville na Solomonima dok je bio na putu u inspekciji trupa. Eskadrila američkih lovačkih zrakoplova P-38 Lightning je presrela Yamamotov zrakoplov te oborila i njega i kompletnu pratnju.

## Citati
- Admiral Yamamoto o napadu na Pearl Harbor.

## Vanjske poveznice
- Yamamoto biography From Spartacus Educational
- World War II Database: Isoroku Yamamoto biography
- World War II Database: Death of Yamamoto
- Admiral Isoroku Yamamoto, Japanese Navy  Arhivirana inačica izvorne stranice od 1. ožujka 2005. (Wayback Machine) US Naval Historical Center
- Pacific Wrecks. Place where Yamamoto Type 1 bomber crash
- The Great Pacific War
- The Assassination of Yamamoto in 1943